# Völschow
Völschow là một đô thị thuộc huyện Vorpommern-Greifswald (trước thuộc Demmin), bang Mecklenburg-Vorpommern, Đức. Đô thị Völschow có diện tích 21,68 km², dân số thời điểm ngày 31 tháng 12 năm 2006 là người.